# 小行星4986
小行星4986（英語：4986 Osipovia）是一颗围绕太阳公转的小行星。1979年9月23日，尼古拉·切爾尼赫在克里米亚发现了此天体。
这颗小行星的绝对星等为233.64092等。